# Phaya Tani

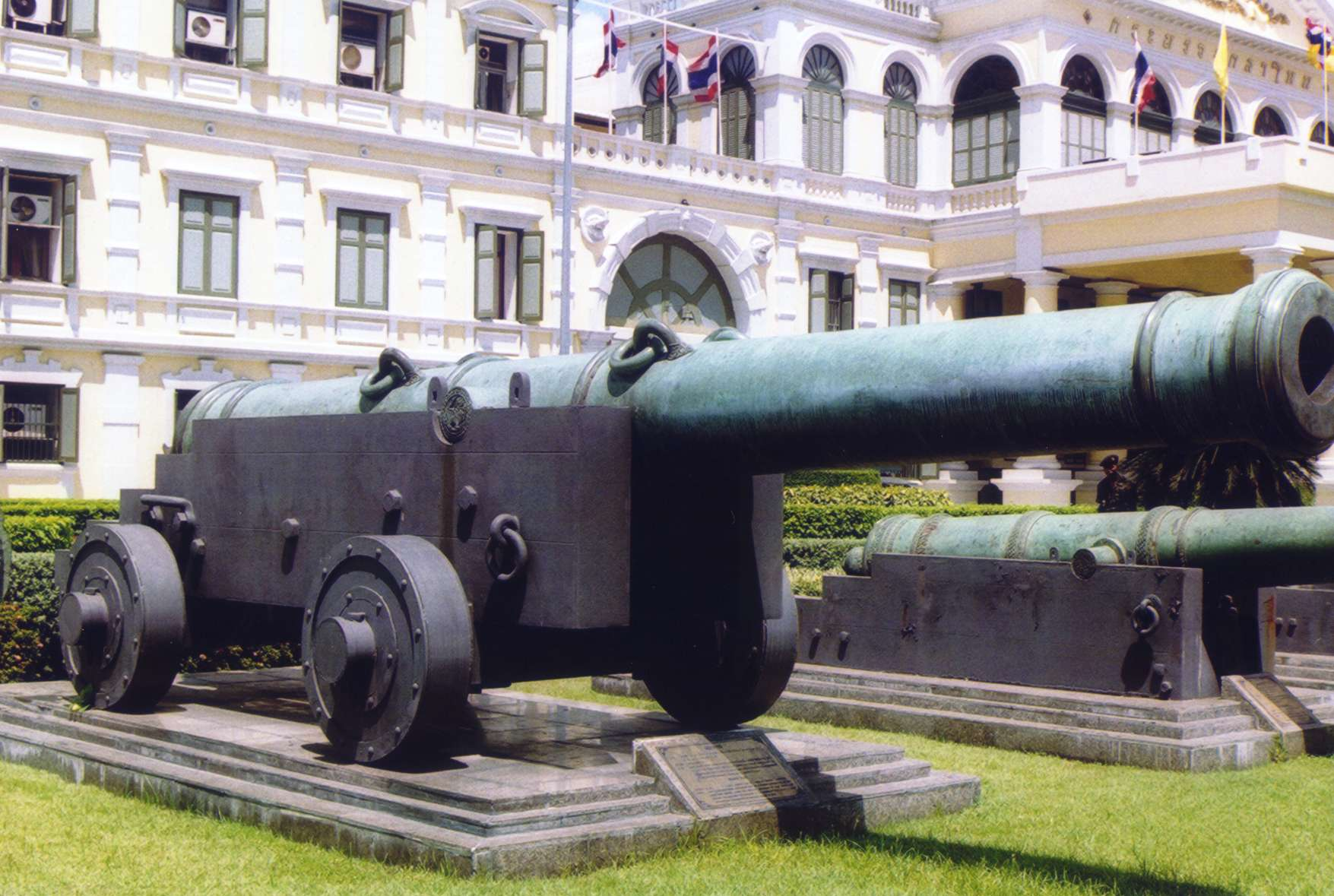
Canhão em frente ao Ministério da Defesa

Phaya Tani (em tailandês:  พญาตานี; também Nang Phraya Tani, ou Seri Patani em malaio) é um canhão de cerco do século XVII da província de Pattani, no sul da Tailândia. É o maior canhão já lançado no que hoje é a Tailândia, medindo 2,7 m de comprimento (9 pés) e feito de latão. Está em exposição em frente ao Ministério da Defesa, em frente ao Grande Palácio de Bangkok. O canhão ainda serve como símbolo da província de Pattani e está no selo oficial da província desde 1939.

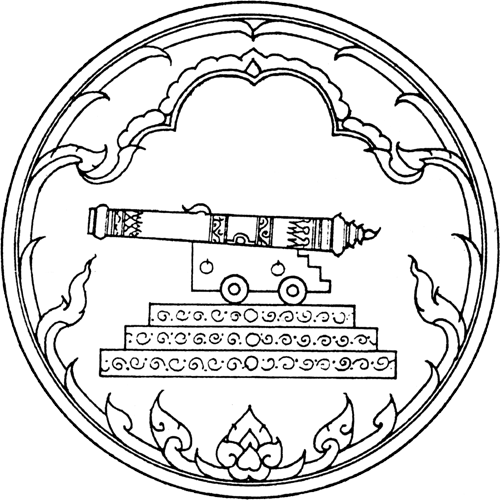
Canhão usado no selo da província de Pattani

Canhão na bandeira de Pattani

Várias fontes dão relatos diferentes de como os canhões passaram a ser feitos em Pattani e quem os fez. De acordo com Sejarah Kerajaan Melayu Patani ("História do Reino Malaio de Patani"), canhões foram lançados no início do século XVII no Sultanato de Pattani por um homem de ascendência chinesa chamado Tok Kayan. Raja Biru ordenou a construção de artilharia poderosa para proteger sua independência do Sião. Três canhões foram feitos - dois canhões de cerco chamados Seri Negara, Seri Patani e um canhão menor chamado Maha Lela. A Phongsawadan muang pattani ("Crônica de Pattani") nomeou os canhões como Nang Pattani, Cri Nagri e Maha Lalo. Hikayat Patani, no entanto, dá o nome desses três canhões como Seri Negeri, Tuk (Datuk) Buk e Nang (Lady) Liu-Liu, e sugere que esses canhões foram lançados anteriormente. Os canhões teriam repelido com sucesso uma série de ataques.
Após a queda de Ayutthaya para os birmaneses em 1767, o Sultanato de Pattani renunciou ao seu status tributário ao Sião e declarou sua independência. Dezoito anos depois, em 1785, no entanto, um exército tailandês liderado pelo irmão do rei Rama I, o vice-rei Boworn Maha Surasinghanat, invadiu e conquistou Patani, e os tailandeses a governaram desde então. Os Phaya Patani e Phaya Negara foram mandados para Bangkok como espólios de guerra. Algumas fontes disseram que Phaya Negara se soltou quando estava sendo carregado a bordo de um navio e mergulhou no mar, onde permanece.
Rei Rama I encomendou um canhão de tamanho semelhante chamado Narai Sanghan (em tailandês:  นารายณ์สังหาร) para ser lançado para servir como companheiro do Phaya Patani, agora renomeado como Phraya Tani.
Uma réplica de Phaya Tani foi criada e colocada em frente à mesquita Krue Se em Pattani em 2013, mas foi danificada por separatistas que a viram como 'falsificada' e queriam o retorno do canhão original.

## Significado cultural
O canhão tem sido usado como um símbolo Pattani no selo oficial da província de Pattani desde 1939. Também é lembrado em Pattani pelos moradores que dispararam canhões de bambu durante as celebrações do festival Hari Raya.